# جاردينيا ريبيرو غونسالفيس
جاردينيا ريبيرو غونسالفيس (من مواليد 1 أبريل 1937) سياسي برازيلي. شغلت منصب عمدة ساو لويس من 1986 إلى 1989. كانت غونسالفيس زوجة جواو كاستيلو. هي عضوة في الحزب الديمقراطي الاجتماعي البرازيلي. شغلت منصب عمدة ساو لويس من 1 يناير 1986 إلى 1 يناير 1989.